# ジョーカー (スティーヴ・ミラー・バンドの曲)
「ジョーカー」（The Joker）は、スティーヴ・ミラー・バンドが1973年に発表した楽曲。全米1位を記録。また、1990年にリバイバルヒットし、4つの国で1位を記録した。

## 概要
スティーヴ・ミラーは、ザ・クローバーズが1954年に発表した「Lovey Dovey」（R&Bチャート2位）から歌詞を拝借して本作品を書いた。同曲の冒頭の「You're the cutest thing that I did ever see / I really love your peaches, wanna shake your tree / Lovey dovey, lovey dovey, all the time」はほぼそのまま使われた。
ドゥーワップ・グループのザ・メダリオンズの「The Letter」からも引用が行われている。グループのメンバーで曲を書いたヴァーノン・グリーンは、想像上のエロティックな紙人形を意味する「The puppetutes of love」という造語を編み出した。ミラーはこの言葉を聴き間違え、「ジョーカー」の歌詞にさらなる新しい言葉「The pompatus of love」を入れた。
1973年10月、シングルとして発売。同月発売の同名のアルバムにも収録された。
1974年1月12日付のビルボード・Hot 100で1位を記録。カナダで2位を記録した。
1990年、リーバイスは「501」のテレビコマーシャルに「ジョーカー」を使用した。高層ビルの上層階に位置する証券会社。オフィスはトレーダーたちがひしめき合っている。エレベーターが開くと、サングラスをかけたバイカーが現れ、人々の間を乗り回す。男は一人の赤毛の女性に目を付け、501を彼女の机に放り投げる。女性はスカートを脱いでジーンズにはきかえ、バイクの後部座席にまたがる。夕暮れ時。橋に向かってバイクは進む。
ヒュー・ジョンソンが監督したこのコマーシャルの影響により、本作品は世界各国でリバイバルヒットした。イギリス、アイルランド、オランダ、ニュージーランドは1位、ノルウェーは2位、スウェーデンは4位、オーストリア、スイス、ベルギーは5位を記録した。